# Ukko-Koli

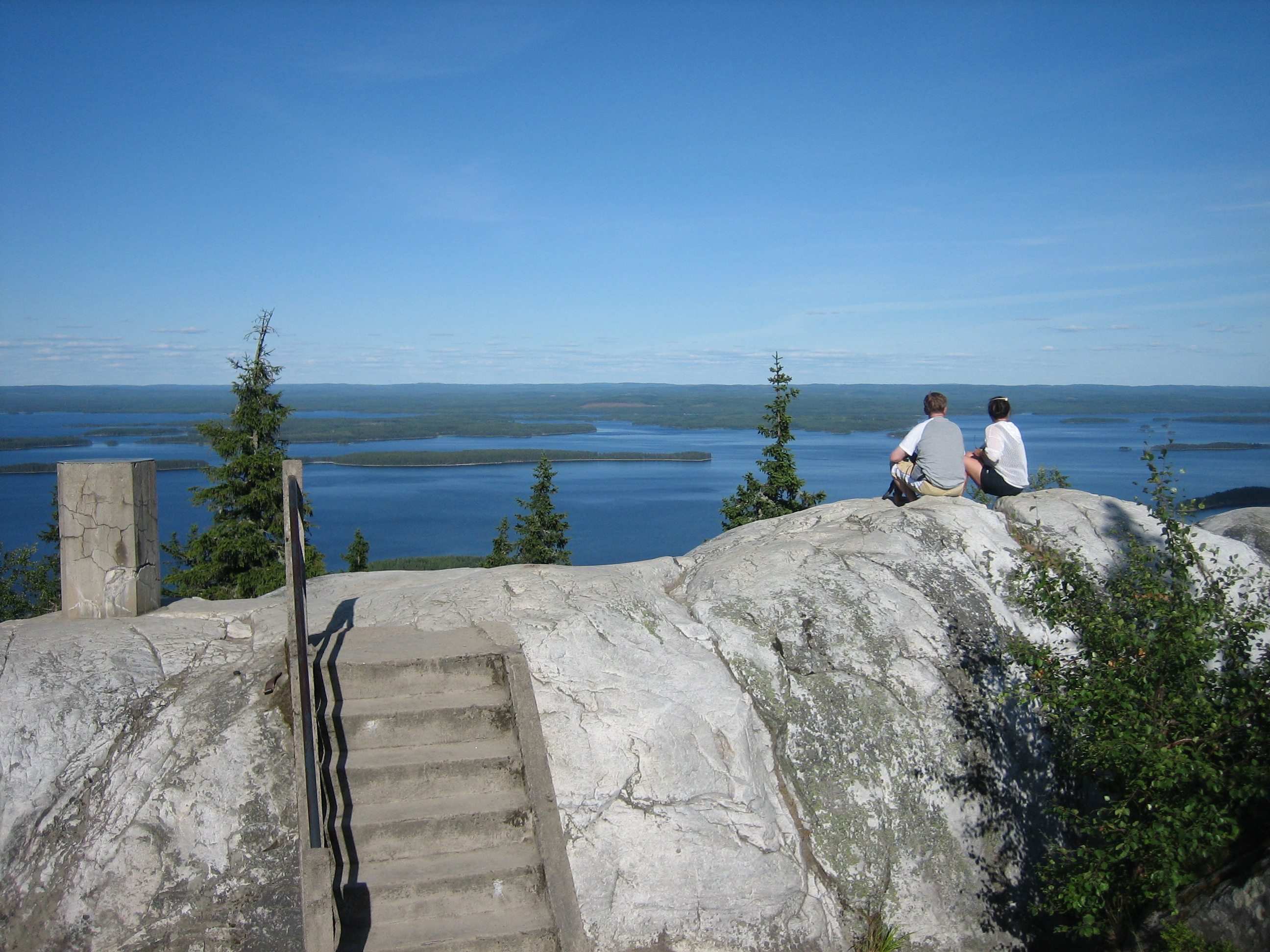
Koli och Pielisjärvi

Ukko-Koli är en känd utsiktspunkt i Lieksa stad i östra Finland, i Koli nationalpark. Toppen ligger 347 meter över havet och ca 253 meter över sjön Pielisjärvis yta. Landskapet räknas som ett av Finlands nationallandskap. Berget Koli har förutom denna topp de något lägre topparna Akka-Koli och Paha-Koli.